# Elettrofilo
In chimica, un elettrofilo è una specie chimica che prende parte ad una reazione accettando un doppietto elettronico da un'altra specie (il nucleofilo), instaurando un legame con esso. È pertanto un acido di Lewis.
Gli elettrofili possono essere molecole neutre con orbitali vuoti - ad esempio il borano (BH3) - o cationi, sia inorganici che organici (carbocationi).
Esempi di molecole che si comportano da elettrofilo sono l'anidride solforica e l'anidride carbonica.

## Attacco elettrofilo
Gli elettrofili reagiscono con specie ricche di elettroni (legami multipli, anelli aromatici, etc.) formando delle specie intermedie instabili, che possono evolvere:
- o addizionando altre specie (reazione di addizione elettrofila, ad esempio la somma di alogeni agli alcheni);
- o espellendo una parte (reazione di sostituzione elettrofila, tipica dei composti aromatici).